# Смидовича
Смидо́вича — хутор в Целинском районе Ростовской области.
Входит в состав Юловского сельского поселения.

## Население
| 2010 |
| ---- |
| 12   |

## Улицы
На хуторе имеется одна улица — Глубокая.